# ワンガラ族
ワンガラ族（Wangara）は、かつて西アフリカ内陸部のトンブクトゥ近辺において金の交易をおこなっていた商業集団。ワンカーラ、ワンガラワ、ウンガロスなどとも呼ばれた。11世紀以降、ガーナ王国の南に拠点を持ち、集団生活を営んだ。集団は血族のみで成り立っていたと考えられており、各国の政治組織の興亡を超えて長期にわたってアフリカ大陸の重要な経済的基盤のひとつとなった。ニジェール川やセネガル川上流で採取した金を沈黙交易によってマリ帝国やニジェール川周辺諸国で算出される岩塩などと交換した。地理学者のマスウーディーは、金にまつわる沈黙交易について記している。

## 歴史
『スーダーン年代記』が引用するマリ王国の資料においては、自分たちマリンケ人とワンガラ人とを、社会における職業の違いにより区別している。前者マリンケ人は王族や戦士であるとし、後者ワンガラ人は「諸王の宮廷に仕え、国から国へと砂金を運んで渡り歩く商人」としている。
「ワンカラ（ Wanqara ）の国」の湖水地方の東の端に位置したティラッカ（ Tiraqqa ）は、トンブクトゥの前身である。当地はこの地方にいくつかあった活発な商取引が行われた町のうちの一つである。10世紀と11世紀においては、ガーナ王国から来たキャラバンとタードマッカから来たキャラバンとが出会う場所であり、ガーナ王国の属国であった。地理学者イドリースィーはティラッカを「ワンカラ（ Wanqara ）の町の一つ」とし、大きな町で人が多く、城壁がないと記し、「ガーナ王国の支配者に隷属しているが、そのことについては争いがある」と語っている。ティラッカは13世紀まで重要な市場として機能し、のちにトンブクトゥがその地位をとって代わった。
金の交易商人であったのみならず、彼らの活動は世界システムにおける金の取引を仮想的に独占した。イドリースィーはワンガラ人の国について次のように書いている。「町々は繁栄し、名高い砦もある。そこの住人は金を潤沢に所有するがゆえに豊かである。あまたの質の良い品々が、地上における彼らの国の外から持ち込まれている。」